# فهرست هراس‌ها
این فهرست در مورد واژه‌هایی با پسوند فوبیا یا هراس به فارسی ترجمه می‌شوند، نوشته شده‌است. برای دسته‌ای از اختلالات روانی با همین پسوند، مقاله ترس مرضی یا هراس را ببینید.
پسوندهای انگلیسی (phobia, -phobic, -phobe) که ریشهٔ یونانی دارند و واژه‌ها انگلیسی مربوط به آن‌ها در فارسی با ترکیب واژهٔ ترس یا هراس یا تشویش ترجمه می‌شوند، در کاربرد فنّی خود در دانش روانپزشکی، در ساختن واژه‌هایی که ترس‌های ناتوان‌کنندهٔ غیرعقلانی را توصیف می‌کنند و نوعی بیماری ذهنی یا اختلال روانی محسوب می‌شوند، به کار می‌روند (بعنوان مثال: agoraphobia، که ترس از مکان پرازدحام یا هراس از مکان‌های باز ترجمه شده‌است) همچنین در شیمی برای توصیف بیزاری‌ها یا دافعه‌های شیمیایی (بعنوان مثال: hydrophobic، به معنای آب گریز) در زیست‌شناسی برای توصیف موجوداتی که شرایط خاصّ را دوست ندارند (بعنوان مثال: acidophobia، به معنای اسید گریز) در طب برای توصیف حساسیت شدید به محرک‌هایی که معمولاً حسی هستند (به عنوان مثال: photophobia، به معنای نور گریزی) به کار می‌روند. در کاربردهای معمولی نیز واژه‌های حاوی پسوند فوبیا یا ترکیب هراس برای توصیف دوست نداشتن چیز یا موضوع خاصّ، یا تنفر و بیزاری از آن به کار گرفته می‌شوند. متضاد پسوند فوبیا، پسوند فیل (phil) می‌باشد که واژه‌ها حاوی آن در فارسی با ترکیب "دوست" یا "مایل" یا علاقمند" یا "گراینده" ترجمه می‌شوند؛ مثلاً هیدروفیل به معنای آب دوست، مقابل هیدروفوب یا اسیدوفیلیا به معنای مایل به اسید یا گراینده به اسید، مقابل اسیدوفوبیا. درازوفوبیا به ترس از چیزهای دراز و آویزان

## توضیحات
این فهرست دربرگیرندهٔ انواع ترس‌های شدید - که در روانشناسی به هراس شهرت دارند - و برابرهای انگلیسی آن‌هاست.
- آب‌هراسی Hydrophobia، ترس از آب (یک علامت از بیماری هاری). این اصطلاح در توصیف وضعیت‌های غیر روانی به کار می‌رود. در توصیف وضعیت‌های مربوط به روان، اصطلاح Aquaphobia مناسب‌تر است.
- اتاق‌هراسی Koinoniphobia
- آتش‌هراسی Pyrophobia، ترس از آتش.
- اجنه‌هراسی یا روح‌هراسی Phasmophobia، ترس از ارواح، اشباح و اجنّه.
- ارزشیابی‌هراسی Sociophobia
- اسب‌هراسی Equinophobia
- استفراغ‌هراسی Emetophobia، ترس از استفراغ کردن.
- تری‌فوبیا، هراس از سوراخ‌ها[۲]
- اسلحه‌هراسی Hoplophobia، ترس از اسلحه‌ها مخصوصاً از سلاح‌های گرم (عموماً به عنوان یک اصطلاح سیاسی به کار برده می‌شود، اما همچنان بدان به عنوان نوعی هراس بالینی نیز استناد می‌شود).
- آسیب‌هراسی Traumatophobia
- آشپزی‌هراسی Mageirocophobia
- اشعه‌هراسی Radiophobia، ترس از مواد و اشعه‌های رادیواکتیو یا اشعهٔ ایکس.
- آلوده‌هراسی Mysophobia، ترس از میکروبها، آلودگی یا کثیفی.
- آینه‌هراسی Eisoptrophobia یا Spectrophobia  ، ترس از آئینه‌ها یا از انعکاس تصویر خود در هرچیز.
- باران‌هراسی Ombrophobia
- بازارهراسی یا گذرهراسی (آگورافوبی) Agoraphobia[۳]

توضیح اینکه Agoraphobia، بدون تاریخچهٔ روان‌پزشکی از ابتلاء به حمله هراس یا همان اختلال پانیک، به ترس از جاها یا موقعیت‌هایی می‌گویند که فرار سریع از آن‌ها دشوار است و دسترسی به کمک در آن جاها یا موقعیت‌ها آسان نیست.
- باکتری‌هراسی Bacteriophobia، ترس از باکتری‌ها و باسیل‌ها. اصطلاحات دیگر آن:

Bacillophobia, Microbiophobia هستند.
- بچه‌بازهراسی یا هراس از آزار جنسی، ترس از مورد سوء استفادهٔ جنسی واقع شدن، به این نوع ترس

دگرباش هراسی(homophobia):نفرت از دگرباشان جنسی
contreltophobia نیز گفته می‌شود.
- برف‌هراسی Chionophobia
- بدشکلی‌هراسی Dysmorphophobia، این اختلال که با عنوان اختلال بدشکلی (بدریختی) بدن یا body dysmorphic disorder نیز شناخته می‌شود، نوعی وسواس آمیخته به هراس است که به همراه یک نقص واقعی در بدن یا تصور چنین نقصی مشخص می‌شود.
- برهنه‌هراسی Gymnophobia، ترس از برهنگی.
- بلع‌هراسی Phagophobia، ترس از بلعیدن (قورت دادن).
- بلندی‌هراسی Acrophobia، ترس از ارتفاع، که به آن Altophobia هم می‌گویند.
- بنفش‌هراسی Porphyrophobia
- بوهراسی Osmophobia, Olfactophobia، ترس از بوها یا رایحه‌ها.
- بیگانه‌هراسی Xenophobia، ترس از غریبه‌ها، بیگانگان و اجنبی‌ها.
- بیمارستان‌هراسی Nosocomephobia، ترس از بیمارستان‌ها
- بیماری‌هراسی Pathophobia، ترس از بیماری، اصطلاح Nosophobia نیز به معنای ترس از گرفتن یک بیماری است.
- پاهراسی Podophobia
- پرنده‌هراسی Ornithophobia
- پروازهراسی Pteromechanophobia، ترس از پرواز کردن. این اصطلاحات نیز به همین معنا هستند:

aerophobia, aviatophobia, aviophobia
- پزشک‌ترسی Iatrophobia
- پل‌هراسی Gephyrophobia، ترس از پل‌ها.
- پله‌هراسی Bathmophobia
- پیرهراسی Gerontophobia، ترس از پیر بودن یا یک نوع تنفر و ترس از افراد پابه‌سن‌گذاشته.
- پیری‌هراسی Gerascophobia، ترس از پیر شدن و پا به سن گذاشتن.
- تاریکی‌هراسی Achluophobia، ترس از تاریکی، اصطلاحات: Nyctophobia, Achluophobia, Lygophobia, Scotophobia نیز همگی به همین معنا کاربرد دارند.
- ترس از ازدواج Gamophobia
- ترس از دردسترس نبودن Nomophobia، ترس از بودن خارج از محدودهٔ تماس تلفنی با تلفن همراه.
- ترس‌هراسی Phobophobia
- تزریق‌هراسی Trypanophobia، ترس از سوزن‌ها یا انجام تزریقات. اصطلاحاتِ Belonephobia, Enetophobia نیز به همین معانی آمده‌اند.
- تصادم‌هراسی یا تصادف‌هراسی Dystychiphobia
- تصمیم‌هراسی Decidophobia، ترس و واهمه از اخذ تصمیمات.
- تلفن‌هراسی Telephone phobia، ترس یا اکراه و بی‌میلی نسبت به جواب دادن یا گرفتن تماس‌های تلفنی.
- تمسخرهراسی Catagelophobia
- تندرهراسی Astraphobia ,Brontophobia ,Keraunophobia ,Tonitrophobia، ونیز: Astrapophobia، این اصطلاحات به معنای ترس از تندر، رعد وبرق، و طوفان به کار می‌روند. این نوع ترس در بچه‌های کوچک عمومیت دارد.
- تنگ‌هراسی Anginophobia
- تنگناهراسی Claustrophobia، ترس از مکان‌های تنگ و محدود.
- تنهایی‌هراسی Autophobia
- توفان‌هراسی Lilapsophobia
- تیزهراسی Aichmophobia، ترس از اشیای تیز و برّان یا نوک‌دار (به عنوان مثال از: سوزن، چاقو یا از ناخنِ تیز)
- جادوهراسی Wiccaphobia
- جانورهراسی Zoophobia
- جراح‌هراسی یا جراحی‌هراسی Tomophobia، ترس یا اضطراب ناشی از جراحان یا اعمال جراحی.
- جمع‌هراسی social phobia، ترس از مردم و موقعیت‌های جمعی. باعنوان Sociophobia نیز شناخته می‌شود.
- جمعه سیزدهم هراسی Paraskavedekatriaphobia, Paraskevidekatriaphobia, Friggatriskaidekaphobia، همهٔ این اصطلاحات به ترس از جمعه‌هایی گفته می‌شود که به سیزدهم هر ماه افتاده‌اند.
- چاقی‌هراسی Obesophobia.
- چربی‌هراسی Lipophobia، ترس یا اجتناب از چربی‌ها در غذا یا غذاهای چرب.
- چهارهراسی Tetraphobia، ترس از عدد چهار.
- حشره‌ترسی Insectophobia
- حشره‌هراسی Entomophobia
- خانه‌ترسی Ecophobia
- خانه‌هراسی Domatophobia
- خجالت‌هراسی Erotophobia، ترس از خجالت در حد سرخ شدن. معنای دقیق‌ترِ این اصطلاح، «سرخ شدنِ بیمارگونه» (بیش از حد طبیعی) بر اثر شرمساری و خجالت است.
- خزنده‌هراسی Herpetophobia
- خواب‌هراسی Somniphobia، ترس از خوابیدن.
- خوردن‌هراسی یا غذاهراسی Cibophobia, Sitophobia، بیزاری از غذا یا تنفر از خوردن. این اصطلاح مترادف و هم‌معنا با بی‌اشتهایی عصبی یا Anorexia nervosa تلقی شده‌است.
- خودروهراسی Amaxophobia
- خورشیدهراسی Heliophobia، ترس از نور خورشید.
- خون‌هراسی Hemophobia یا Haemophobia ترس از دیدن خون.
- دَرایش‌هراسی lalophobia
- درمان‌هراسی یا داروهراسی Medication phobia، ترس از دارو و درمان. اصطلاح Pharmacophobia نیز به همین معانی استفاده می‌شود.
- درخت‌هراسی Dendrophobia
- دردهراسی Algophobia، ترس از درد.
- درشت‌هراسی Megalophobia، ترس از چیزهای بزرگ و گَل‌وگشاد.
- دلقک‌هراسی Coulrophobia، ترس از دلقک‌ها. این نوع ترس منحصر به ترس از دلقک‌هایی که چهرهٔ شیطانی دارند نمی‌شود و هراس از هر نوع دلقکی را دربرمی‌گیرد.
- دندانپزشک‌هراسی Dentophobia، ترس از دندانپزشک یا انجام کارها و جراحی‌های دندانپزشکی، این اصطلاح به صورت Dental phobia یا Odontophobia نیز بیان شده‌است.
- دوزیست‌هراسی Batrachophobia
- راه‌هراسی Agyrophobia، ترس از عبور از راه‌ها (ترس از عبور از عرض جاده و خیابان).
- رایانه‌هراسی Cyberphobia
- رقص‌هراسی Chorophobia، ترس از رقصیدن.
- رنگ‌هراسی Chromophobia
- ریزهراسی Microphobia
- ریشخندهراسی Gelotophobia، ترس از مضحکه دیگران شدن، ترس از مورد ریشخند و خنده دیگران واقع شدن.
- زانوترسی Genuphobia
- زایمان‌هراسی Lockiophobia
- زشتی‌هراسی Cacophobia
- زن‌هراسی Gynophobia، ترس از زنها.
- زیبازن‌هراسی Venustraphobia
- ساعت‌هراسی Chronomentrophobia
- سپیدهراسی Leukophobia
- سخن‌هراسی Glossophobia، ترس از حرف زدن به صورت آشکارا و درجمع یا ترس از سعی کردن برای این کار.
- سرخس‌هراسی Pteridophobia
- سرعت‌هراسی Tachophobia
- سرماهراسی Frigophobia، ترس از سرمای زیاد و یخ‌زدگی.
- سروصداهراسی Ligyrophobia، ترس از شلوغی و صداهای بلند.
- سگ‌هراسی Cynophobia
- سوزن‌هراسی Belonephobia
- سوسک هراسیbugophobia
- سیاه‌ترسی Melanophobia
- سیزده‌هراسی Triskaidekaphobia، یا: Terdekaphobia، ترس از عدد سیزده.
- شب‌هراسی Noctiphobia
- ۶۶۶هراسی Hexakosioihexekontahexaphobia، ترس از عدد۶۶۶.
- شکست‌هراسی Atychiphobia
- شماره‌هراسی Arithmophobia
- شستشوهراسی Ablutophobia، ترس از استحمام، شستشو و تمیزی.
- صداهراسی Phonophobia، ترس از اصوات بلند.
- ضربه‌هراسی Traumatophobia، یک ترکیب مترادف با جراحت‌هراسی یا: injury phobia است که ترس از صدمه دیدن می‌باشد.
- علم‌هراسی SciencePhobia، ترس از تئوری‌ها ی علمی که مغایر با اعتقادات مذهبی است.
- عشق‌هراسی Philophobia
- عشق جنسی هراسی Erotophobia، ترس از عشقهای جنسی یا سؤالات مربوط به مسایل جنسی.
- عنکبوت‌هراسی Arachnophobia
- فناوری‌هراسی Technophobia، ترس از فناوری؛ در این مورد، همچنین نگاه کنید به مقالهٔ لازیت‌ها (گروهی گریزان از صنعت و تکنولوژی و فنّاوری در تاریخ انگلستان).
- قبرهراسی Taphophobia، ترس از قبر یا ترس از زنده زنده قرار داده شدن در قبر.
- کارهراسی Ergasiophobia، یا Ergophobia، ترس از کار یا فعالیت را می‌گویند. یا ترس یک جراح از انجام دادن اعمال جراحی.
- کارگاه‌هراسی Workplace phobia، ترس از کارگاه‌ها یا محل‌های کار.
- کاغذهراسی Papyrophobia
- کتاب‌هراسی Bibliophobia
- کرم‌هراسی Verminophobia
- کودک‌هراسی Pedophobia.
- واژه‌هراسی Onomatophobia، تنفرِ بیمارگونه از واژه یا نامی به‌خصوص
- گرانش‌هراسی Barophobia
- گربه‌هراسی Elurophobia
- گل‌هراسی Anthophobia، ترس از گل‌ها.
- گیاه‌هراسی Botanophobia
- لمس‌هراسی Aphenphosmphobia، ترس از مورد لمس واقع شدن و تماس با دیگران. برای این مفهوم اصطلاحات متعدد دیگری هم وجود دارد. از جمله: Haptephobia , aphephobia, haphephobia, aphophobia, hapnophobia, haptephobia, haptophobia ,thixophobia
- مارهراسی Ophidiophobia
- ماه‌ترسی Selenophobia
- مدرسه‌هراسی Scolionophobia
- مردم‌هراسی Anthropophobia، ترس از افراد یا هراس از بودن در یک جمع (یک شکل از فوبیای اجتماعی)
- مردهراسی Androphobia,[۴] ترس از مرد.
- مرده‌هراسی یا مرگ‌هراسی Necrophobia، ترس از مرده‌ها و مرگ.
- ناهنجارهراسی Ataxophobia
- نزدیکی‌هراسی Genophobia, Coitophobia، ترس از نزدیکی جنسی.
- نقص‌هراسی Atelophobia
- نگاه‌هراسی Scopophobia، ترس از مورد نگاه یا مورد خیره شدن کسی قرار گرفتن.
- نوهراسی Neophobia، ترس از چیزهای نو و تازه و نوظهور. (چند اصطلاح دیگر در توصیف این نوع ترس کاربرد دارد که برخی از آن‌ها عبارتند از:

Cainophobia, Cainotophobia, Cenophobia, Centophobia, Kainolophobia, Kainophobia)
- نوجوان‌ترسی Ephebiphobia
- نوزادهراسی Tokophobia، ترس از بچهٔ تازه‌متولدشده (نوزاد)
- هشت‌هراسی Octophobia
- همه‌چیزهراسی Panophobia، ترس از هرچیز یا ترسیدن دائم بدون دانستن این که چه چیز باعث آن می‌شود.
- هراس نوع خون تزریق جراحت (انگلیسی: blood-injection-injury type phobia)، این نوع هراس در راهنمای تشخیصی و آماری اختلال‌های روانی (جدیدترین دسته‌بندی بیماری‌های روانی) یک زیرگروه از هراس‌های اختصاصی محسوب می‌شود.
- هراس‌هراسی Phobophobia، ترس از داشتن یک هراس.

## هراسهای مربوط به حیوانات
- گربه‌هراسی Ailurophobia—ترس یا تنفر نسبت به گربه.
- حیوان‌هراسی Animal phobia—ترس یا تنفر از حیوانات خاص، رده‌ای از فوبیاهای اختصاصی است.
- زنبورهراسی Apiphobia—ترس یا تنفر نسبت به زنبور (این نوع هراس همچنین به عنوان Melissophobia نیز شناخته می‌شود).
- عنکبوت‌هراسی Arachnophobia—ترس یا تنفر نسبت به عنکبوت.
- خفاش‌هراسی Chiroptophobia—ترس از خفاش یا دوست نداشتن آن.
- سگ‌هراسی Cynophobia—ترس یا تنفر نسبت به سگ.
- حشره‌هراسی Entomophobia—ترس یا تنفر نسبت به حشرات است.
- اسب‌هراسی Equinophobia—ترس یا تنفر نسبت به اسب (این نوع هراس همچنین به عنوان Hippophobia نیز شناخته می‌شود).
- خزنده‌هراسی Herpetophobia—ترس یا تنفر نسبت به خزندگان.
- ماهی‌هراسی Ichthyophobia—ترس یا تنفر نسبت به ماهیها.
- موش‌هراسی Musophobia—ترس یا تنفر نسبت به موش یا جوندگان.
- مارهراسی Ophidiophobia—ترس یا تنفر نسبت به مارها.
- پرنده هراسی Ornithophobia—ترس یا تنفر نسبت به پرندگان.
- کرم‌هراسی Scoleciphobia—ترس از کرم‌ها را گویند.
- حیوان‌هراسی Zoophobia—اصطلاح عمومی برای توصیف هراس از حیوانات می‌باشد.

## وضعیت‌های غیر روانی
- آب‌هراسی Hydrophobia، ترس از آب (یک نشانه از بیماری هاری)
- نورگریزی یا نورهراسی Photophobia، حساسیت شدید نسبت به نور که باعث بیزاری از نور و گریز از آن می‌شود.
- صدا هراسی Phonophobia، حساسیت شدید نسبت به صداهای بلند که موجب تنفر از صدا و اجتناب از آن می‌شود.
- بو هراسی یا رایحه هراسی Osmophobia، حساسیت شدید نسبت به رایحه‌ها که باعث تنفر از بو و دوری از آن می‌شود.